# Alma Gluck

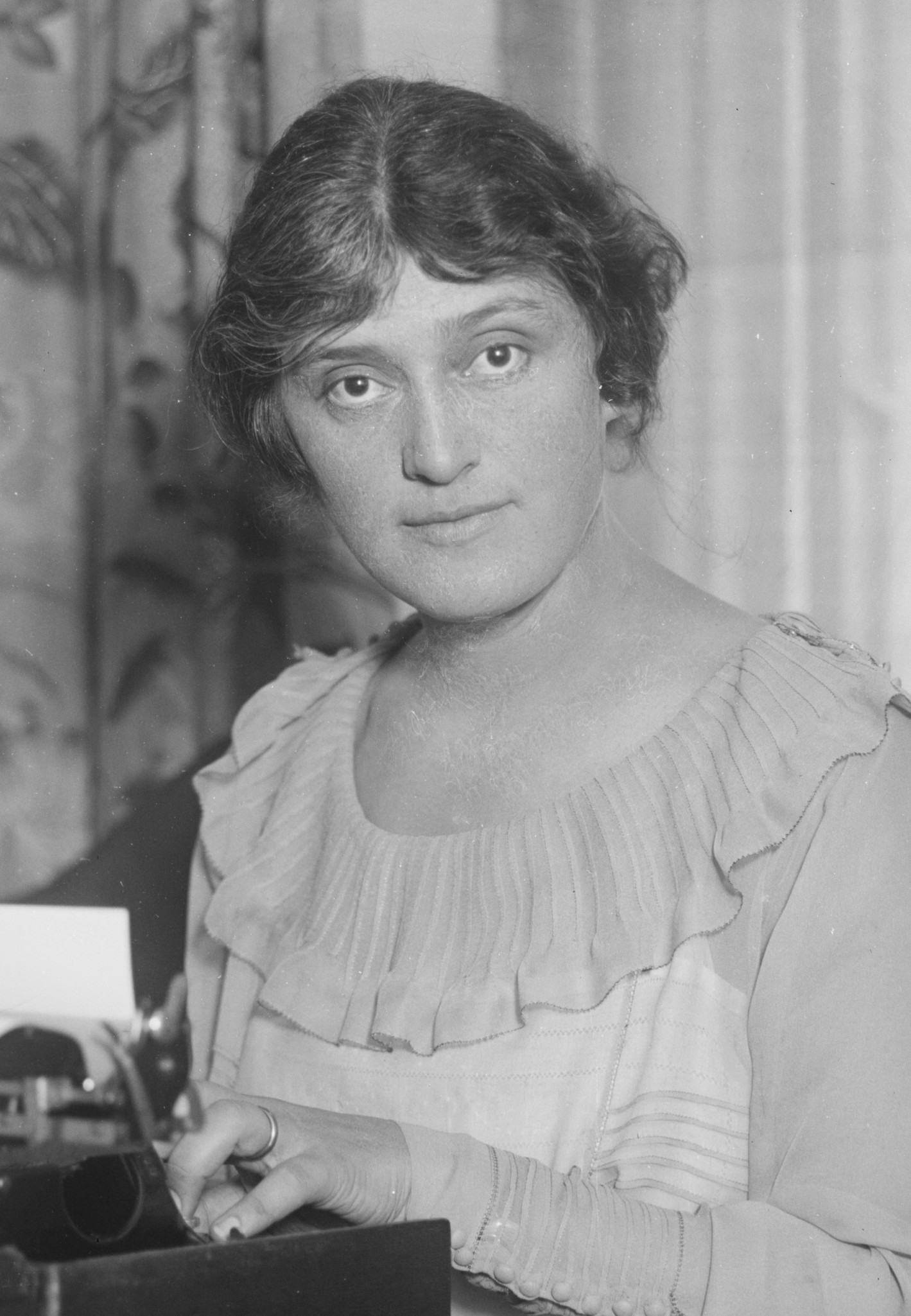
Alma Gluck

Alma Gluck (11 de maio, 1884 – 27 de outubro, 1938) foi uma soprano norte-americana.
Gluck nasceu como Reba Feinsohn de uma família judia em Iaşi, na Roménia, filha de Zara e Feinsohn Leon. Mudou-se para os Estados Unidos em idade jovem. O seu sucesso inicial veio do Metropolitan Opera, em Nova York. 
Sua gravação Carry Me Back to Old Virginny pela RCA Victor foi a primeira gravação célebre de um músico erudito a vender um milhão de cópias. 
Gluck foi uma das fundadoras da Associação da Mulher americana. 
O seu primeiro casamento com Bernard Glick, um dentista, mais tarde casou-se com o violinista Efrem Zimbalist de quem teve dois filhos.
Retirou-se para New Hartford (Connecticut) em 1925. 
Alma Gluck morreu aos 54 anos de insuficiência hepática.